# Masakra w Raczaku
15 stycznia 1999 we wsi Raczak w centralnym Kosowie doszło do starcia między policją Serbii i Czarnogóry i oddziałami Armii Wyzwolenia Kosowa. W rezultacie interwencji Misji Weryfikacyjnej OBWE walki zostały przerwane. 16 stycznia 1999 we wsi został odkryty masowy grób zawierający zwłoki 45 osób narodowości albańskiej. Tego samego dnia kierownik misji OBWE William Walker oskarżył stronę serbską o dokonanie masowej egzekucji na ludności cywilnej. Władze Jugosławii zaprzeczyły, jakoby doszło do zbrodni, i oskarżyły z kolei Armię Wyzwolenia Kosowa o zaaranżowanie miejsca masakry poprzez umieszczenie w nim zwłok zabitych w innych miejscach albańskich partyzantów. Pełny raport z badań zwłok przeprowadzonych przez zespół fińskich lekarzy nie został ujawniony, co sprawia, iż okoliczności śmierci Albańczyków nie zostały ostatecznie rozstrzygnięte.

## Przebieg wydarzeń

### Walki o Raczak i odkrycie grobu
Raczak należał do baz Armii Wyzwolenia Kosowa (UÇK) i w związku z tym 15 stycznia 1999 był ostrzeliwany przez jugosłowiańską policję. Według kierującego akcją Gorana Radosavljevicia Raczak był wyłącznie bazą partyzantów, nie przebywała w nim żadna ludność cywilna. Działania te przeprowadzone zostały w odwecie za śmierć czterech policjantów zabitych 8 i 10 stycznia w dwóch zasadzkach UÇK. Akcja policji jugosłowiańskiej była filmowana przez dwóch dziennikarzy Associated Press oraz wysłannika agencji Reuters, zaś część materiału, przedstawiającego zabitych członków UÇK oraz zgromadzone przez oddziały partyzanckie uzbrojenie była publikowana w prasie. O jej przeprowadzeniu wiedzieli również obserwatorzy Misji Weryfikacyjnej OBWE, którzy mieli obserwować przebieg wydarzeń z pobliskiego wzgórza. Po godz. 15 policja poinformowała o zabiciu 15 członków Armii Wyzwolenia Kosowa. Następnie tego samego dnia siły porządkowe wycofały się z okolicy, według niektórych źródeł po interwencji misji. Wtedy też przedstawiciele OBWE weszli do miejscowości, gdzie znaleźli 1 ofiarę śmiertelną ostrzału oraz 4 osoby ranne, wszystkich narodowości albańskiej. Już wtedy usłyszeli z ust albańskich mieszkańców wsi oskarżenia pod adresem Serbów o dokonanie masowej egzekucji. Następnie przedstawiciele OBWE opuścili Raczak, by wrócić do wsi następnego dnia. Zastali wówczas na miejscu zdarzeń 40 ciał zabitych Albańczyków, w tym po jednym należącym do kobiety i dziecka. We wsi nie było serbskich sił policyjnych, obecni byli natomiast uzbrojeni członkowie UÇK. W rozmowach z przedstawicielami OBWE mieszkańcy wsi stwierdzili również, że pięć innych ciał zabrały z miejsca zbrodni rodziny zabitych. Dwadzieścia zwłok znajdowało się w niewielkim wąwozie, podczas gdy inne zostały odnalezione w różnych miejscach wsi. Fakt ten członkowie Misji Weryfikacyjnej tłumaczyli możliwością zastrzelenia części Albańczyków w czasie próby ucieczki.
Tim Judah w swojej pracy poświęconej wojnie w Kosowie przedstawia nieco inną wersję wydarzeń poprzedzających odkrycie ciał. Jego zdaniem 15 stycznia, po zaatakowaniu Raczaka przez policję, jednostki UÇK wycofały się ze wsi. Po wkroczeniu do niej policjanci zastrzelili kilka osób, następnie zaś odkryli grupę 30 mężczyzn ukrywających się w piwnicy. Choć ci wołali, iż są cywilami, policjanci wyprowadzili 23 z nich i rozstrzelali. Zdaniem Judaha mieszkańcy sądzili, że zaginieni mężczyźni zostali wywiezieni na posterunek w Štimlje. Dopiero w czasie poszukiwania ewentualnych rannych (oprócz pięciu zabranych przez obserwatorów OBWE) odkryli masowy grób.

### Wystąpienie Walkera i władz Jugosławii
16 stycznia w Raczaku pojawił się kierownik Misji Weryfikacyjnej OBWE William Walker razem z dwójką swoich zastępców. Przyjazdowi dyplomaty towarzyszyła grupa kilkudziesięciu dziennikarzy. Walker zorganizował na miejscu konferencję prasową, w czasie której oskarżył serbskie siły policyjne o dokonanie zbrodni przeciw ludzkości. Poinformował również, iż w Raczaku zginęło 45 osób cywilnych, w tym dziecko i trzy kobiety, zaś winnymi zbrodni byli Serbowie. Według Marka Waldenberga oskarżenie takie zostało sformułowane w tym momencie jedynie na podstawie rozmów z kilkoma mieszkańcami wsi. Po miejscu zdarzenia bez problemów poruszali się dziennikarze, fotografując zwłoki na potrzeby mediów; obszar nie został w żaden sposób zabezpieczony.
Władze Jugosławii przedstawiły własną wersję zdarzeń, według której w Raczaku zginęło 50 terrorystów (tj. członków UÇK). Jednak światowe media powtórzyły dalej wersję Walkera. Dopiero po kilku dniach od masakry część środków masowego przekazu zaczęła podawać ją w wątpliwość. 20 i 21 stycznia 1999 francuskie dzienniki Le Figaro i Le Monde wyraziły następujące wątpliwości wobec informacji podawanych przez Walkera:
- w jaki sposób policja jugosłowiańska miałaby dokonać masakry ludności cywilnej, skoro wioska cały czas pozostawała w polu rażenia UÇK,
- dlaczego ofiary domniemanej egzekucji zostały znalezione dopiero 16 stycznia, skoro ich ciała znajdowały się w rowie na obrzeżach wsi, ponadto już dzień wcześniej mieszkańcy mieli możliwość poinformowania o nich obserwatorów, czego nie uczynili,
- dlaczego nad rowem znaleziono zaskakująco małą ilość krwi oraz zużytych magazynków,
- jaka była przyczyna znacznej różnicy w liczbie ciał odnalezionych 15 i 16 stycznia[4].

Korespondent Le Figaro zasugerował również, iż nie należy wykluczać, że partyzanci z UÇK zebrali w ciągu nocy zwłoki swoich kolegów zabitych w walce z serbską policją i ułożyli je w jednym miejscu, by zasugerować, iż w Raczaku miała miejsce masowa zbrodnia.

### Dalsze reakcje
18 stycznia władze Jugosławii nie zezwoliły na wjazd do Kosowa prokurator Louise Arbor z Międzynarodowego Trybunału Karnego dla byłej Jugosławii. Tego samego dnia Stała Rada OBWE potępiła „okrucieństwo popełnione przez Serbów”. 20 stycznia list w tej sprawie do prezydenta Jugosławii wystosował Joschka Fischer, minister spraw zagranicznych RFN. Masakrę w Raczaku potępiły także NATO i ONZ, przyjmując wersję Walkera. Władze Serbii i Czarnogóry uznały Williama Walkera za persona non grata i wycofały tę decyzję jedynie pod presją międzynarodową.
17 stycznia 1999 USA domagały się w czasie nadzwyczajnego posiedzenia Rady NATO zbombardowania Belgradu w odwecie za wydarzenia w Raczaku.
Akcja policji jugosłowiańskiej wymierzona w UÇK przeprowadzona w Raczaku została, obok drugiej podobnej akcji przeprowadzonej w 2001 w Oraovicy, opisana w podręczniku dla sił specjalnych NATO, zaś koordynujący je Goran Radosavljević otrzymał za nie odznaczenie Sojuszu.

### Badania medyczne
19 stycznia zwłoki Albańczyków zostały przeniesione do kostnicy i poddane autopsji. Początkowo przeprowadzała ją grupa lekarzy serbskich i białoruskich, do których 22 stycznia dołączył zespół lekarzy z Finlandii, specjalizujących się w medycynie sądowej, pod kierownictwem Heleny Ranty. Pierwsza grupa lekarzy ogłosiła zakończenie prac w końcu stycznia, ogłaszając, iż nie odnaleziono śladów masakry na ludności cywilnej. Natomiast wyniki prac zespołu fińskiego nie zostały opublikowane w całości. 17 marca 1999 na konferencji prasowej przedstawiono ich kilkustronicowe podsumowanie autorstwa przewodniczącej grupy, z zastrzeżeniem, iż tekst zawiera tezy jedynie autorki, nie zaś wszystkich lekarzy. W swoim wystąpieniu Helena Ranta twierdziła, iż nie ma podstaw, by odrzucić wersję o zamordowaniu w Raczaku bezbronnych cywilów.
Cztery dni wcześniej Berliner Zeitung napisała, iż część wysokich urzędników OBWE skłania się ku tezie, iż w Raczaku nie doszło do masakry, a do „albańskiej inscenizacji”. Ta sama gazeta w marcu 2000 znalazła się w posiadaniu kopii 40 protokołów sekcji zwłok dokonywanych przez lekarzy z Finlandii. Znajdowały się w nich twierdzenia, iż nie miały miejsca okaleczenia zwłok, ofiary nie zginęły od strzałów z bardzo małej odległości, zaś tezę, iż wszyscy zabici byli cywilami i zostali zamordowani w Raczaku należy uznać za „nieudowodnioną”. W styczniu 2001, również na łamach Berliner Zeitung, podano, iż dziennikarze pisma dotarli do opracowania sporządzonego przez trzech spośród ekspertów fińskich, którzy stwierdzili w nim, iż nie ma dowodów, by ciała odnalezione w Raczaku były zwłokami cywilów. Pełne wyniki prac lekarzy nie zostały opublikowane. W 2008 Helena Ranta w swojej biografii, napisanej przez Kaiusa Niemiego, stwierdziła, że zarówno szef misji OBWE William Walker, jak i urzędnicy fińskiego Ministerstwa Spraw Zagranicznych usiłowali wpłynąć na treść raportu jej zespołu, tak, by bardziej zdecydowanie potępiał on Serbów.

## Znaczenie wydarzeń
Bezpośrednio po wydarzeniach w Raczaku Grupa Kontaktowa postanowiła wywrzeć na stronach serbskiej i albańskiej presję na tyle silną, by przystąpiły one do negocjacji w sprawie zakończenia konfliktu. 28 stycznia Robin Cook, minister spraw zagranicznych Wielkiej Brytanii zagroził użyciem lotnictwa NATO w razie odmowy podjęcia rozmów przez strony. Ostatecznie strony albańska i serbska podjęły negocjacje w Rambouillet.
W literaturze przedmiotu przeważa opinia, iż informacja o masakrze w Raczaku przesądziła o rozpoczęciu interwencji NATO w Jugosławii. Często pada również teza, iż wydarzenie to posłużyło jedynie za pretekst, chociaż poprzez jego nagłośnienie zwolennicy zbrojnej interwencji sprawili, iż wzrosło dla niej poparcie opinii publicznej.